# Макович, Адам
Адам Макович (англ. Adam Makowicz, пол. Adam Matyszkowicz, Адам Матышкович; 18 августа 1940 года) — американский пианист и композитор польского происхождения, живущий в Торонто. Исполняет джазовые и классические фортепианные пьесы, а также собственные сочинения.

## Биография

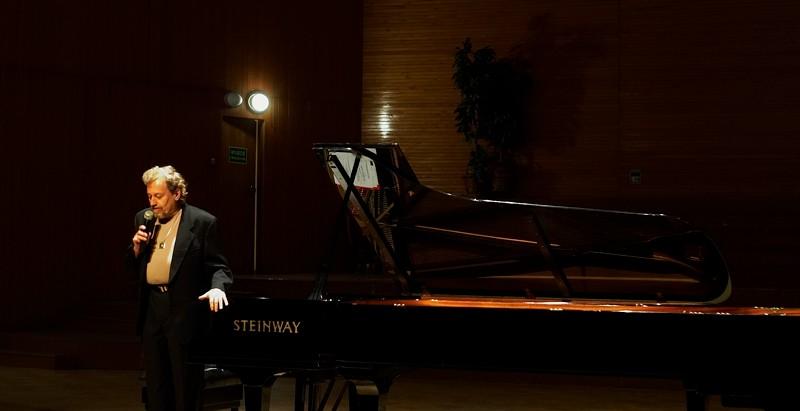
2006 год

Родился в 1940 году в Чехии, шесть лет спустя его семья переехала в Польшу, где получил классическое музыкальное образование. Первой учительницей стала его мать — пианистка и певица. Однако в 15-летнем возрасте увлёкся джазом, из-за которого в 18 лет бросил школу, покинул дом и начал новую жизнь. Играл в краковском клубе «Хеликон», в ансамбле Jazz Darings и других польских коллективах. В середине 1970-х годов все чаще выступал сольно, получая с каждым разом всё больше признания и популярности. Прибыв в 1978 году в США, выступил в Carnegie Hall в Нью-Йорке. Давал концерты на джазовом фестивале Newport.
Aдам Макович — один из немногочисленных польских джазменов, которому удалось получить успех на американской музыкальной сцене. Его приглашают выступать такие известные музыканты как: Benny Goodman, Herbie Hancock, Earl Hines, Freddie Hubbard, Sarah Vaughan и другие знаменитости. Он выступает как с сольными концертами, так и с оркестрами, в том числе с Национальным симфоническим оркестром США, Королевским филармоническим оркестром, Московским симфоническим оркестром, Chester String Quartet, Amici String Quartet.